# Елоховка (станция)
Ело́ховка — промежуточная железнодорожная станция Пензенского отделения Куйбышевской железной дороги, располагается на территории Республики Мордовия.

## Описание
Станция Елоховка расположена на двухпутном участке Рузаевка — Красный Узел с электротягой постоянного тока и относится к Пензенскому региону Куйбышевской железной дороги. По характеру работы является промежуточной станцией, по объёму выполняемой работы отнесена к 5-му классу. На станции 4 пути, из них 2 главных (№ 1, 2) и 2 приёмо-отправочных (№ 3, 4). Комплексный контроль за техническим состоянием пути осуществляет Рузаевская дистанция пути (ПЧ-20). Контроль за техническим обслуживанием и ремонтом устройств автоматики и телемеханики осуществляет Рузаевская дистанция сигнализации, централизации и блокировки (ШЧ-2).
Станция включена в диспетчерскую централизацию участка Пенза — Красный Узел. Станция переведена на диспетчерское управление. Управление стрелками и сигналами при передаче станции на сезонное или резервное управление осуществляется дежурным по станции.